# Заріччя (Судововишнянська міська громада)
Заріччя — село в Україні, у Яворівському районі Львівської області. Населення становить 50 осіб. Орган місцевого самоврядування - Судововишнянська міська рада.

## Населення

### Мова
Розподіл населення за рідною мовою за даними перепису 2001 року:
| Мова       | Кількість | Відсоток |
| ---------- | --------- | -------- |
| українська | 99        | 100%     |